# Pyšely
Pyšely település Csehországban, a Benešovi járásban. Pyšely Řehenice, Pětihosty, Kunice, Senohraby, Mirošovice, Velké Popovice, Čtyřkoly, Čerčany és Nespeky településekkel határos. Lakosainak száma 2230 fő (2024. január 1.).

## Népesség
A település lakosságának változását az alábbi diagram mutatja:
| Lakosok száma | 1588 | 1218 | 1261 | 1351 | 1280 | 1196 | 1905 | 1971 | 2108 | 2230 |
|               | 1869 | 1890 | 1921 | 1950 | 1980 | 2001 | 2017 | 2019 | 2022 | 2024 |